# Molly Van Nostrand
Molly Van Nostrand (West Islip, 12 maart 1965) is een tennisspeelster uit de Verenigde Staten van Amerika.
In 1986 speelt ze met Jennifer Mundel op het damesdubbelspel van Wimbledon en komen ze tot de kwartfinale. 
In 1988 speelt ze met Stefan Kruger op het gemengd-dubbeltoernooi van Wimbledon en komt ze tot de derde ronde.
Molly Van Nostrand is de zus van tennisser John Van Nostrand.